# Austrothaumalea
Austrothaumalea är ett släkte av tvåvingar. Austrothaumalea ingår i familjen mätarmyggor.

## Dottertaxa tillAustrothaumalea, i alfabetisk ordning[1]
- Austrothaumalea apicalis
- Austrothaumalea appendiculata
- Austrothaumalea australis
- Austrothaumalea barrydayi
- Austrothaumalea bickeli
- Austrothaumalea bicornis
- Austrothaumalea bifida
- Austrothaumalea capricornis
- Austrothaumalea cervula
- Austrothaumalea cervulus
- Austrothaumalea chilensis
- Austrothaumalea commoni
- Austrothaumalea concava
- Austrothaumalea crosbyi
- Austrothaumalea denticulata
- Austrothaumalea fusca
- Austrothaumalea gibbsi
- Austrothaumalea halteralis
- Austrothaumalea macalpinei
- Austrothaumalea macfarlanei
- Austrothaumalea maxwelli
- Austrothaumalea minnamurrae
- Austrothaumalea neozealandica
- Austrothaumalea ngaire
- Austrothaumalea nudipennis
- Austrothaumalea pala
- Austrothaumalea queenslandensis
- Austrothaumalea ramosa
- Austrothaumalea setipennis
- Austrothaumalea similis
- Austrothaumalea simplex
- Austrothaumalea sinuosa
- Austrothaumalea spatulata
- Austrothaumalea spinosa
- Austrothaumalea tasmanica
- Austrothaumalea theischingeri
- Austrothaumalea tonnoiri
- Austrothaumalea uloola
- Austrothaumalea uptoni
- Austrothaumalea walkerae
- Austrothaumalea victoriae
- Austrothaumalea zentae
- Austrothaumalea zwicki